# Kokusai Nihon Bunka Kenkyū Center

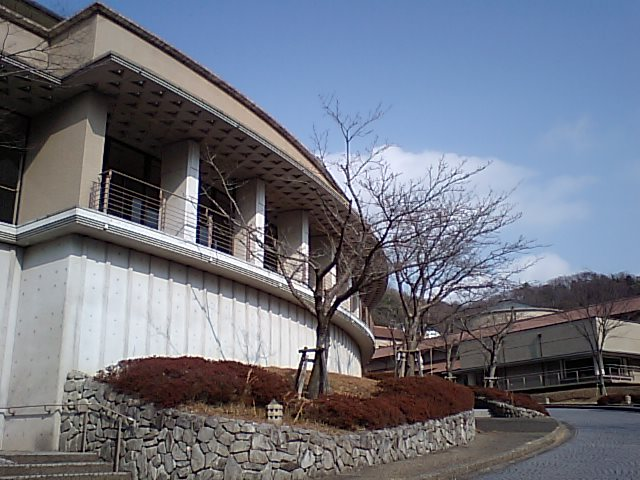
Gebäude des Forschungszentrums in Kyōto

Das Kokusai Nihon Bunka Kenkyū Center (jap. 国際日本文化研究センター, ~ Sentā, dt. „Internationales Forschungszentrum für Japanstudien“, engl. International Research Center for Japanese Studies, kurz: Nichibunken (日文研)) ist ein japanisches Forschungsinstitut zur Kultur Japans. Es gehört zu den „Nationalen Forschungseinrichtungen für Geisteswissenschaften“ (NIHU) und ist als solches Bestandteil der „Dachorganisation für die Zusammenarbeit und interdisziplinäre Forschung von Universitäten“. Das Forschungszentrum wurde 1987 gegründet und hat seinen Sitz im Stadtbezirk Nishikyō in Kyōto, in der Präfektur Kyōto.

## Überblick
Im Vorfeld der Gründung des Forschungszentrums standen zunächst Überlegungen zu Methoden des Kulturvergleichs im Jahr 1982, die mit Unterstützung des Ministeriums für Bildung, Kultur, Sport, Wissenschaft und Technologie angestellt wurden. 1987 wurde in der Folge das Forschungszentrum begründet. Erster Leiter war der Philosoph Takeshi Umehara. 1990 zog das Forschungszentrum in die heutigen Räume mit einer Gesamtgröße von 31.120 m². Gegenwärtig leitet Kazuhiko Komatsu das Forschungszentrum.
Die Bibliothek besitzt gegenwärtig (Stand: März 2013) ca. 494.000 Bücher, davon 332.000 in Japanisch und 162.000 in Fremdsprachen; darüber hinaus verfügt sie über 179.900 audiovisuelle Medien und 3300 Mikrofilme.

## Elektronische Datenbanken (Auswahl)
- Rara-Datenbank: Sammlung von 66 Abbildungen seltener Bücher, die vor der Meiji-Restauration (vor 1850) in westlichen Sprachen über Japan veröffentlicht wurden. Die Bücher wurden. Die Bücher sind inhaltlich und bibliographisch vollständig erfasst und indiziert.
- Datenbank mit 1057 Büchern in europäischen Sprachen, die vor 1900 erschienen sind und die auf Japan rekurrieren.
- Datenbank mit 3077 Abbildungen von Yōkai, Figuren des japanischen Volksglaubens, Monstern und anderen übernatürlichen Wesen.
- Renga-Datenbank mit 197.228 Kettengedichten; umfasst alle Renga Sammlungen vor der Eiroku-Zeit (1558–1570) und die wichtigsten Renga-Werke von der Eiroku- bis zum Ende der Edo-Zeit. Die Sammlung wurde von Katsuhiro Seta angelegt und dem Forschungsinstitut gestiftet.
- Waka-Datenbank mit 190.423 japanischen Gedichten; umfasst alle kaiserlichen Anthologien und die wichtigsten privaten Anthologien. Die Sammlung wurde von Katsuhiro Seta angelegt und dem Forschungsinstitut gestiftet.
- Haikai-Datenbank mit 25.652 japanischen Haikus; umfasst u. a. die Werke von Bashō und Buson. Die Sammlung wurde von Katsuhiro Seta angelegt und dem Forschungsinstitut gestiftet.
- Kojiruien-Datenbank: Volltextsuche in Japans umfangreichster Geschichtsenzyklopädie (51-bändige Ausgabe aus der Taishō-Zeit).
- Zen-Textdatenbank mit 1290 Zen Texten aus dem japanischen Mittelalter
- Sammlung Noma: Datenbank mit 64 Werken zur Medizin; umfasst zudem Werke aus dem 16. Jahrhundert zur menschlichen Anatomie.
- Sammlung Soda: Datenbank mit 1104 Werken zur Geschichte und Kulturgeschichte der Medizin und der Arzneimittelkunde; zusammengetragen vom Medizinhistoriker Hajime Sōda.
- Datenbank mit 317 Illustrationen der Iwakura-Mission aus Kunitake Kumes Werk Tokumei zenken taishi Bei-Ō kairan jikki von 1878
- Datenbank japanischer Kunstwerke in ausländischen Sammlungen: erfasst Gemälde, Drucke, Keramik und Lackwaren.
- Datenbank mit 5431 handkolorierten Fotografien vom Ende der Edo- bis zum Beginn der Meiji-Zeit.
- Datenbank mit 221 alten, kolorierten Abbildungen und Landkarten von Nagasaki.
- Datenbank mit Abbildungen historischer Stätten in Kyōto
- Heian jinbutsushi – ein Who’s Who des alten Kyōto der Edo-Zeit.[3]